# Rykka
Кристина Мария Райдер (англ. Christina Maria Rieder; род. 13 марта 1986 год, Ванкувер, Канада), более известна под псевдонимом Райкка (англ. Rykka) — канадская и швейцарская певица, автор песен. В 2016 году представила Швейцарию на Евровидении 2016 в Стокгольме, Швеция с песней «The Last of Our Kind», но в финал не прошла.

## Дискография
- «Reason» (2006)[4]
- «Kodiak» (2012)
- «Blackie Remixes» (2013)
- «Rykka Electric Remixes» (2014)